# Romică Șerban
Romică Șerban (Borcea, 18 de enero de 1970) es un deportista rumano que compitió en piragüismo en la modalidad de aguas tranquilas. Ganó siete medallas en el Campeonato Mundial de Piragüismo entre los años 1994 y 2003, y tres medallas de en el Campeonato Europeo de Piragüismo entre los años 1997 y 2001.

## Palmarés internacional
| Campeonato Mundial | Campeonato Mundial           | Campeonato Mundial | Campeonato Mundial |
| Año                | Lugar                        | Medalla            | Evento             |
| ------------------ | ---------------------------- | ------------------ | ------------------ |
| 1994               | Ciudad de México (México)    | Medalla de plata   | K2 200 m           |
| 1995               | Duisburgo (Alemania)         | Medalla de plata   | K2 200 m           |
| 1998               | Szeged (Hungría)             | Medalla de bronce  | K2 200 m           |
| 1999               | Milán (Italia)               | Medalla de bronce  | K4 1000 m          |
| 2001               | Poznań (Polonia)             | Medalla de plata   | K4 500 m           |
| 2003               | Gainesville (Estados Unidos) | Medalla de plata   | K4 200 m           |
| 2003               | Gainesville (Estados Unidos) | Medalla de plata   | K4 500 m           |
| Campeonato Europeo |                              |                    |                    |
| Año                | Lugar                        | Medalla            | Evento             |
| 1997               | Plovdiv (Bulgaria)           | Medalla de plata   | K2 200 m           |
| 1999               | Zagreb (Croacia)             | Medalla de bronce  | K4 500 m           |
| 2001               | Milán (Italia)               | Medalla de bronce  | K4 200 m           |